# Carhué
Carhué es una ciudad de Argentina ubicada en el suroeste de la provincia de Buenos Aires. Recibe el título de Capital Provincial del Turismo Termal y asimismo es cabecera del partido de Adolfo Alsina. 
Cuenta con alrededor de 12.000 habitantes según el censo 2022, siendo Carhué el punto más poblado del distrito. 

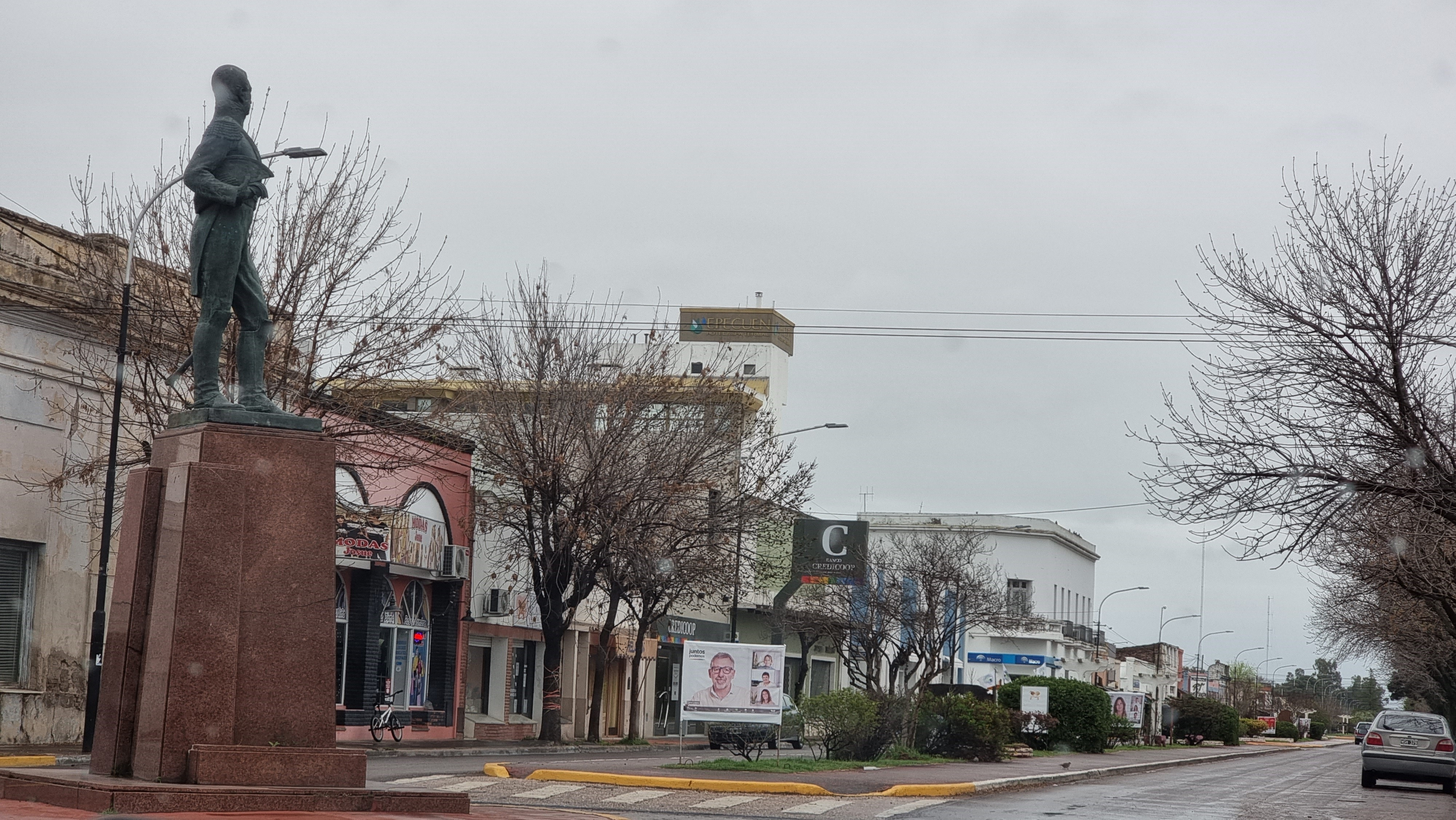
Monumento al Gral. San Martín en el centro de Carhué.

La ciudad recibe turismo todo el año. De esta manera la convierten en uno de los puntos más emblemáticos de la región. Cuenta con variedad en opciones de hotelería; en su gran parte ofreciendo piletas termales contenedoras de agua del Lago Epecuén.

## Toponimia
Su nombre, de origen mapuche, significa "lugar verde" y proviene de las palabras del mapudungún carre (verde) y hue (lugar).

## Historia
Durante la Presidencia de Nicolás Avellaneda, el ministro de guerra y marina Adolfo Alsina diseñaría un plan de ocupación y avance sobre territorio aborigen. Uno de los oponentes al mismo fue Julio A. Roca, quien señala en distintas cartas al ministro que tal corrimiento de la frontera no podía darse sin guerra. 
Desde la formación de la Intendencia del Río de la Plata (abarcando los pueblos de Trinidad, llamado Buenos Aires, Santa Fe, Corrientes y Concepción del Bermejo) en 1617, los colonos europeos y sus descendientes criollos y mestizos compitieron con las naciones locales por la tierra y los recursos, buscando una permanente expansión. 
Carhué fue el epicentro político y religioso de las pampas, luego trasladado a Chilihué, actualmente provincia argentina de La Pampa cuando las sucesivas administraciones porteñas fueron avanzando por más tierras. Allí tuvo sus tolderías Calfucurá, así como sus pastos y caballadas. La relativamente rápida decadencia querandí dejó paso a la fusión con pueblos provenientes de la zona andina, algunos de la ladera occidental (que los quechuas llamaban "Chile"), lo que dio nueva fuerza a la resistencia. Tan importante fue para los aborígenes el enclave como capital de sus dominios que antes de morir, el gran soberano intimó a su hijo y sucesor Namuncurá a evitar a toda costa que cayera en manos del hombre blanco. "No entregar Carhué al huinca fueron sus últimas palabras, susurradas a oídos de su hijo en su lecho de muerte en Chilihue.
El plan de avance de la frontera interna consistía en ocupar los cinco lugares más importantes para el sistema económico indígena. Italó (Sur de Córdoba), Trenque Lauquen, Guaminí, Carhué y Puán en la actual provincia de Buenos Aires. Una vez arribadas, las Divisiones debían construir un fuerte y los fortines necesarios para defender la posición. El plan también establecía la construcción de un foso, que la historia llamó la Zanja de Alsina, y que debía contener los arreos de ganado.
Carhué fue el lugar de mayor avanzada en la frontera de 1876 dado su estratégico emplazamiento. El jefe de la División Sud, el teniente coronel Nicolás Levalle, lo ocupó el 23 de abril de 1876 y meses más tarde, el 21 de enero de 1877, fundaría oficialmente el «Pueblo de Adolfo Alsina», en homenaje a su jefe y amigo. En 1949 se lo declara ciudad y se le devuelve su nombre ancestral: "Carhué".
Su acontecimiento histórico más significativo es, sin lugar a dudas, la "Inundación de Epecuén" ocurrida el 10 de noviembre de 1985. Marca en su cronología un "antes" y un "después" incuestionables, y con la "Emergencia Hídrica de 92/93" y la "Emergencia Hídrica de 2001" conforman "tres erupciones de un mismo volcán". En noviembre de 1985 los excedentes hídricos vencieron las defensas de la zona, inundando Villa Epecuén, el pueblo que tuvo que ser evacuado. Se ha imputado al entonces gobernador de la UCR Alejandro Armendáriz por haber ordenado sacar los sistemas de defensa que paraban el agua de un sistema hídrico que, como el de las seis lagunas "Encadenadas" al norte de Carhué no tenía contención. Las indemnizaciones en australes fueron afectadas por la hiperinflación reinante. Varios funcionarios radicales serían posteriormente imputados por desvío de fondos públicos que estaban destinados a las obras públicas contra las inundaciones, entre ellos el vicegobernador, y el ministro Conrado Storani y el ministro Aldo Neri, quien sería acusado por los vecinos damnificados de desviar la ayuda alimentaria a punteros radicales, siguiendo criterios políticos partidistas a cambio de votos.

## Patrimonio local

### Natural

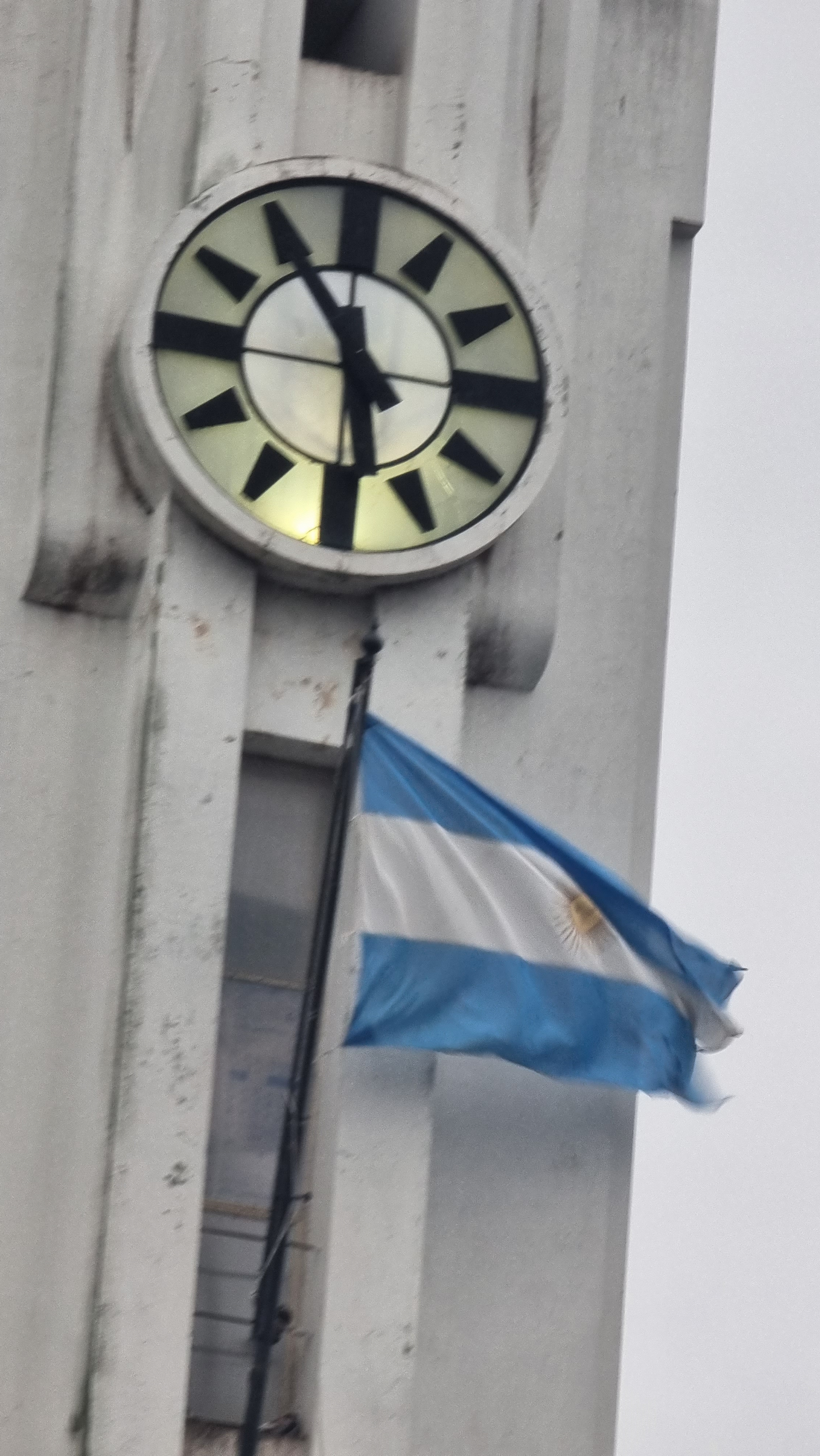

- Eucalipto fundacional: Se encuentra situado en la plaza Nicolás Levalle cerca del palacio municipal y, dada su relación altura-circunferencia, es probable que haya sido plantado al fundarse el pueblo en 1877, de aquí su nombre. Es un eucalipto rojo (Eucalyptus camaldulensis). Con sus 35 m de altura (compitiendo con su vecino el palacio municipal), 7 m de circunferencia y 2,5 m de diámetro es uno de los especímenes más grande de la Argentina.

Declarado “Referencia Histórica”.
- Caldenes de Carhué: son tres caldenes centenarios, dos de ellos se encuentran en el balneario La Isla y el tercero en la calle Calfucurá entre Urquiza y Alvear. El caldén o huitrú en mapuche es una especie autóctona única en el mundo. Forma parte del escudo del Partido de Adolfo Alsina simbolizando el esfuerzo y coraje de los pueblos originarios y de los soldados del Ejército Argentino para defender lo que creían como su derecho.

Declarados de “Interés Histórico Municipal”.

### Cultural

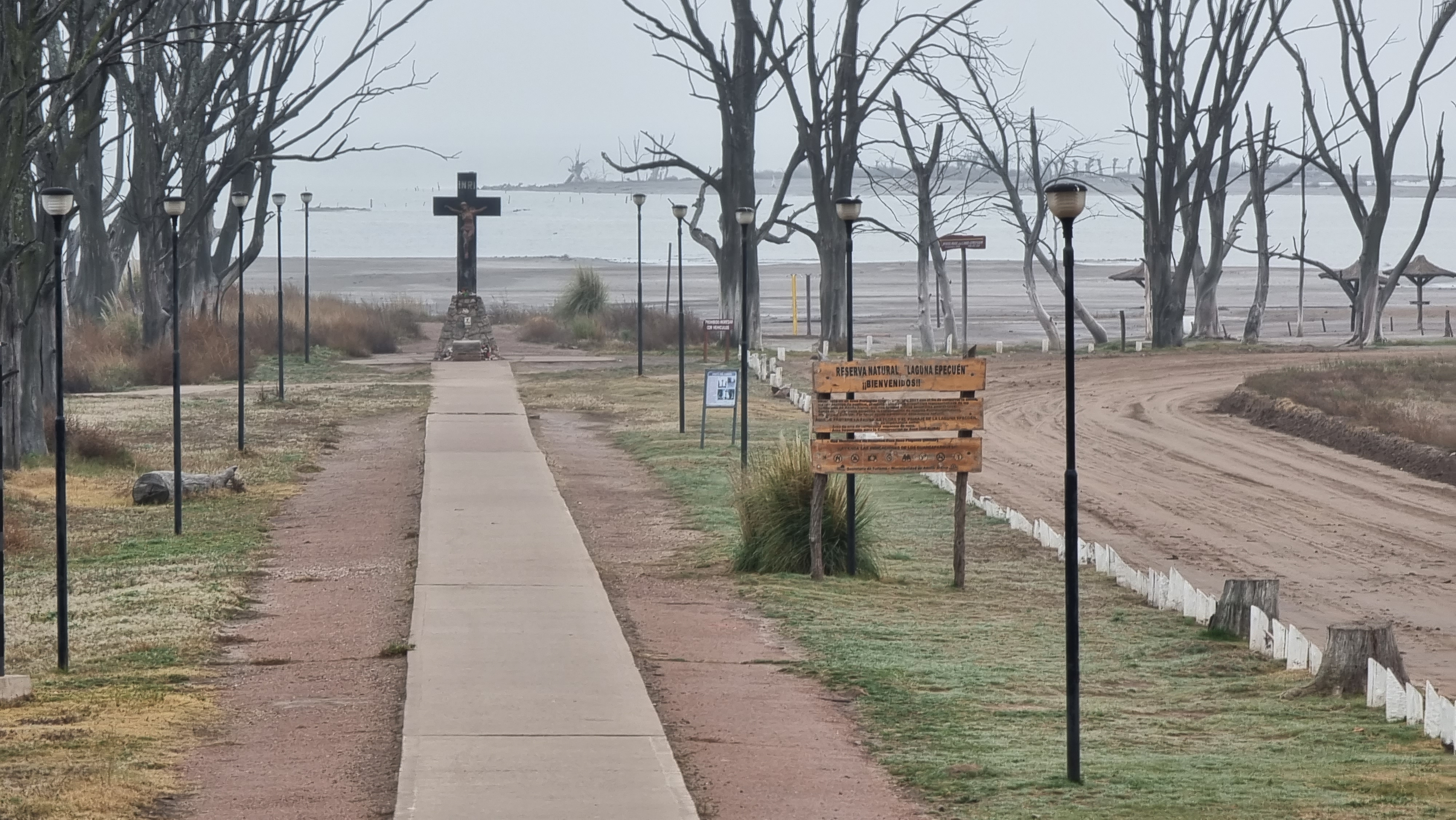
Paseo del Cristo.

- Cementerio Militar: Hallado en septiembre de 1981, es el primer cementerio de Carhué. Allí yacen oficiales, suboficiales y soldados de la comandancia de la región Sur, que dirigió el entonces General Levalle, con uniformes, botas y armamentos, según el estudio realizado por profesionales de Antropología, Arqueología e Historia Argentina de la Facultad de Humanidades y Ciencias de la Educación de la Universidad Nacional de La Plata. En su lugar se creó la plaza del Soldado Desconocido, según ordenanza N.º 36 de 1984, y fue declarado sitio histórico provincial por la Dirección de Museos, Monumentos y Sitios Históricos perteneciente a la Subsecretaría de Cultura de la provincia de Buenos Aires
- Edificio de la Sociedad Italiana de Socorros Mutuos: El 11 de mayo de 1884 se funda la Sociedad Italiana de Socorros Mutuos "Unione e Fratellanza"[3] y se construye su edificio con el estilo típico de las construcciones italianas del siglo XVII. Contaba con un patio para romerías, quermeses, bailes y canchas de bochas. En 1943 se inaugura la Sala de Espectáculos, siendo reciclada en la década del sesenta para contener un cinematógrafo. En 1985 la institución se inactiva hasta que en 1996 resurge. El 30 de noviembre de 2012 se reinauguró su Sala con el nombre de "René Mugica y Alba Mujica" tras una primera etapa de restauración. A partir de allí la institución entra en un período de gran actividad tanto interna como externa, siendo el edificio eje de las mismas.

Declarado de "Interés Histórico Municipal".
- Edificio de la Escuela Nº 1 General José de San Martín: Tres años después de su creación, el 19 de agosto de 1887, se inaugura el edificio con su fachada neoclásica (en aquel entonces sede de dos escuelas, una para varones y otra para mujeres).

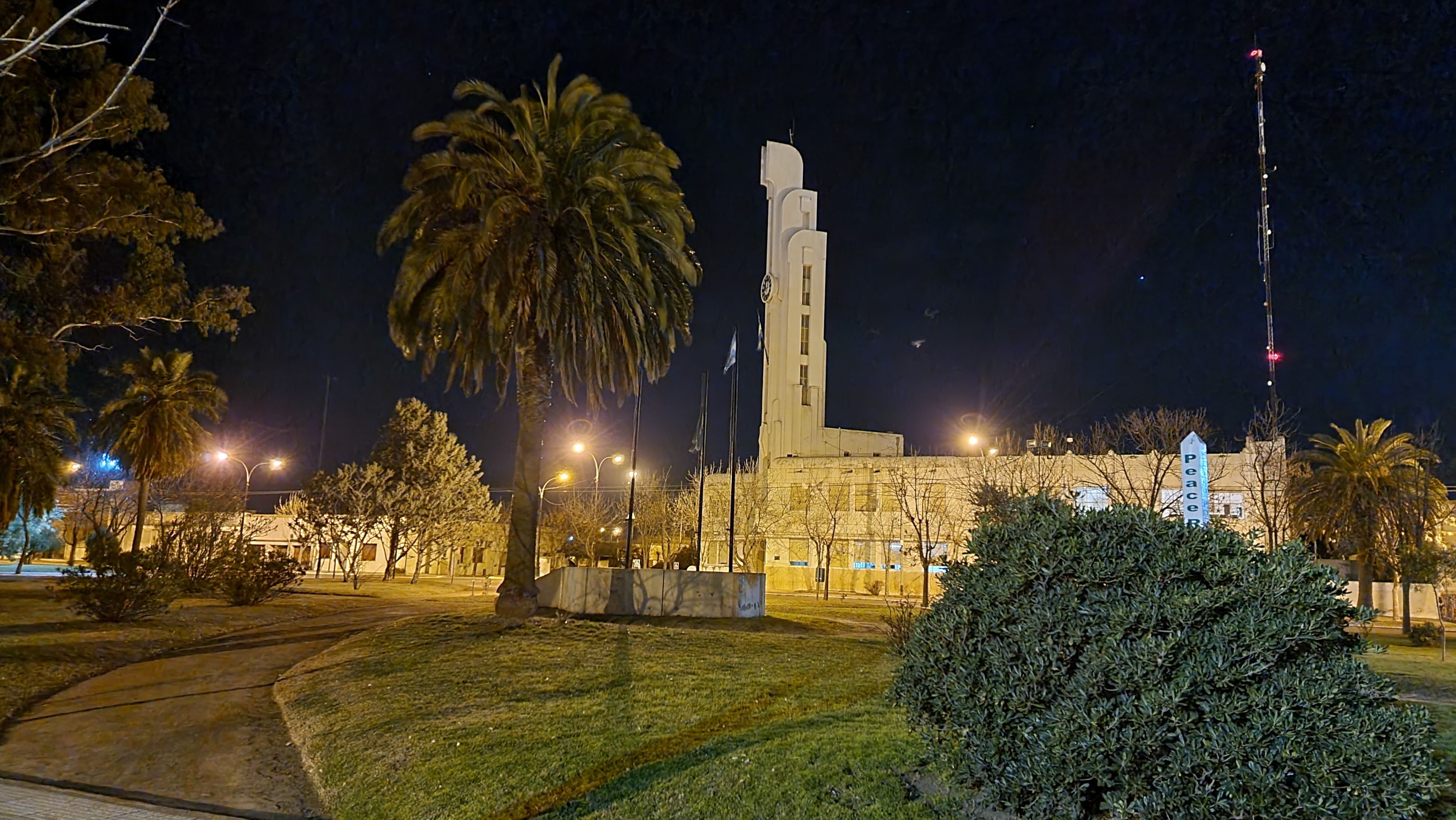
Municipalidad desde la plaza principal.

Declarado "Patrimonio Histórico de la Ciudad de Carhué".

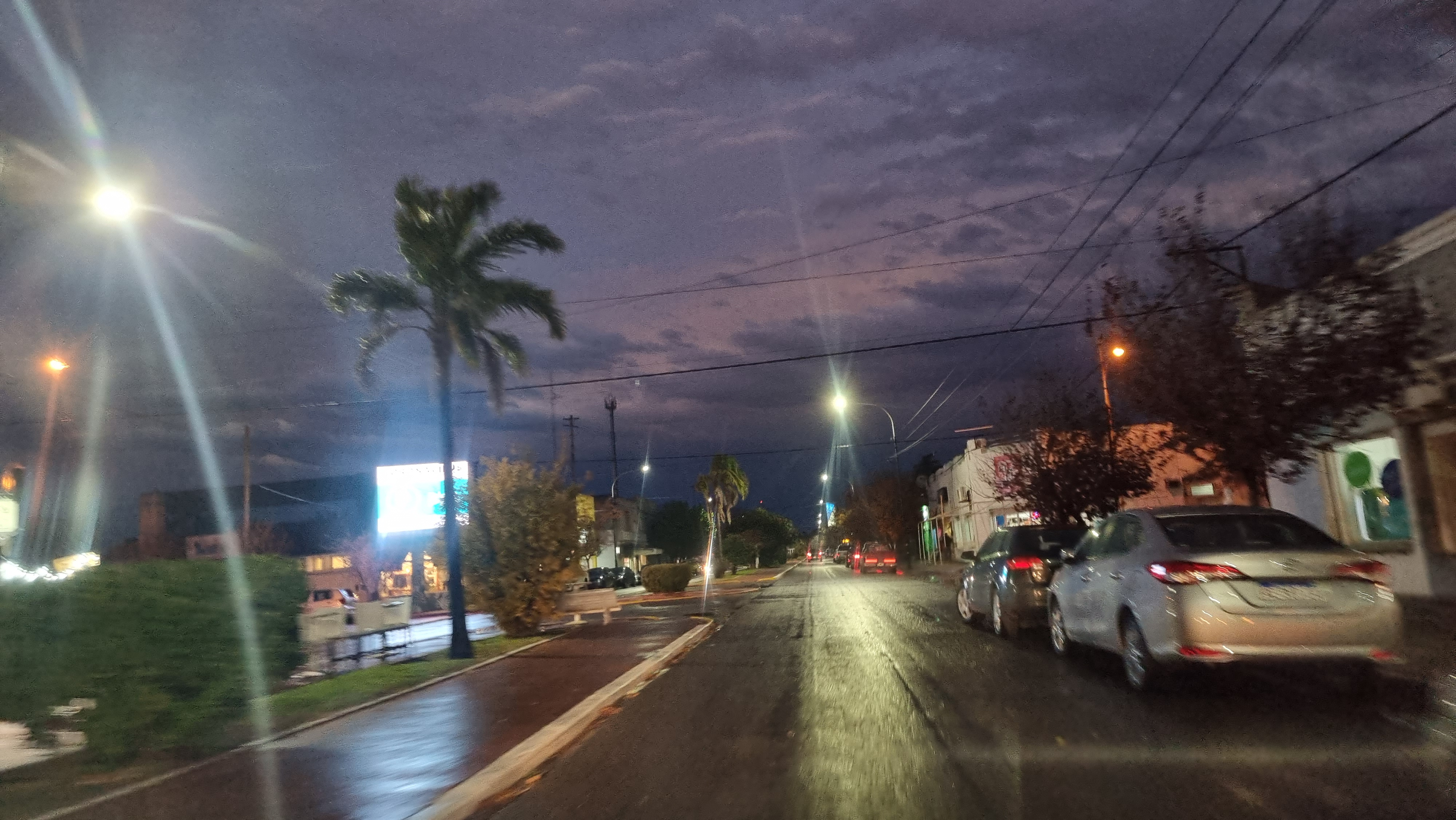
Avenida Colón, arteria principal de la ciudad.

- Cristo del Lago o Cruz del Cementerio: Esta obra del arquitecto e ingeniero Francisco Salamone y del escultor Santiago Chierico fue emplazada en 1937, durante la gestión del Comisionado Municipal Juan Marcaláin, y donado por su esposa Argentina de Marcaláin. Está ubicado en lo que era, antes de la catástrofe de 1985, la bifurcación del camino a Villa Epecuén (derecha) y al viejo cementerio (izquierda, sitio que corresponde actualmente al "Balneario el Cristo". Se caracteriza por sus líneas rectas fuertemente facetadas y, debido a la inundación, por carecer de manos. Es similar al Cristo de la entrada al cementerio de Laprida, al Cristo de la entrada al cementerio de Saldungaray, al Cristo del oratorio del cementerio de Azul y, especialmente, al Cristo de la entrada a la ciudad de Azul en la ruta 3 (todas ellas, también, obras de Salamone).

Declarado: a) por el decreto 1138/2014 de la presidencia de Cristina Fernández de Kirchner (en donde se lo denomina "Cruz del Cementerio"), "Bien de Interés Histórico y Artístico Nacional" y b)por el gobierno local: “Monumento Arquitectónico Municipal”.

- Ramblas de Carhué: Carhué cuenta entre sus distintivos con anchas calles provistas de ramblas con césped, arbustos, flores y bancos, y es una de las pocas ciudades de la provincia de Buenos Aires que han sido diseñadas con tal especial planimetría. Este hecho llevó al Concejo Deliberante de Adolfo Alsina declarar, mediante ordenanza, Patrimonio Histórico, Arquitectónico y Urbanístico de la Municipalidad de Adolfo Alsina a las ramblas existentes en las calles San Martín, 25 de Mayo, Dorrego, bulevar Adolfo Alsina, Rivadavia, Moreno, Belgrano, Sarmiento, Laprida, Pellegrini, Roque Sáenz Peña, Mitre, avenida Colón, bulevar Avellaneda, bulevar Levalle y bulevar Roca, en todo su recorrido.

Declarado "Patrimonio Histórico, Arquitectónico y Urbanístico Municipal".

## Clima
El clima de Carhué (y de todo el distrito) puede definirse según la clasificación de Thornthwaite, como subhúmedo seco mesotermal, con marcado déficit hídrico en períodos estivales.
- Temperatura: La temperatura media del mes más caluroso (enero) oscila entre los 30 °C y los 40 °C; y la temperatura media del mes más frío (julio), entre 4 °C y 8 °C hasta puede caer heladas bastante extensas
- Heladas: El período de heladas es de casi todo el invierno y los primeros días de la primavera, pudiendo éstas llegar a registros de -12 °C.
- Nevadas: Las nevadas son hechos atípicos y muy poco frecuentes en la ciudad, desde su fundación solo se han producido tres eventos de caída de nieve: en 1917, en 1948 y el 22 de julio de 2009
- Precipitaciones: Las precipitaciones promedio de la zona están en el orden de los 730 milímetros anuales.

## Economía
Las actividades económicas predominantes del lugar son la agropecuaria, que motoriza a las restantes, y el turismo de salud (esta última, apodada localmente como "la tercera cosecha", era equiparable a la primera en importancia hasta 1985, año en que declina al producirse la inundación de la villa turística Epecuén).

## Población
La aproximación actual según el censo 2022 es de un poco más de 12.000 habitantes. Sin embargo no es precisa. 
La última oficial data de 9,660 habitantes (Indec, 2010), lo que representa un incremento del 12 % frente a los 8,584 habitantes (Indec, 2001) del censo anterior.
| Gráfica de evolución demográfica de Carhué entre 1895 y 2010 |
|                                                              |
| Fuente: Censos nacionales del INDEC                          |

## Cultura

### Edificios
Entre los edificios más relevantes de la ciudad se tienen:
- Palacio Municipal: Es la actual sede de los poderes ejecutivo y deliberante. Esta estructura de hormigón con muros de mampostería revocados y zócalo de mármol travertino fue diseñada por el ingeniero y arquitecto Francisco Salamone, incluyendo luminarias y mobiliario. Con su blanca torre reloj de 36 metros de altura, sus 1937 metros cuadrados de superficie y su salón de actos para 500 personas, se ha convertido en la construcción emblemática del distrito, en su edificio más alto y en la obra más importante de Salamone. Fue declarado por el decreto 1138/2014 de la presidencia de Cristina Fernández de Kirchner "Monumento Histórico Nacional" (véase también en Cultural).
- Palacio de Gallo †: Fue, originariamente, la vivienda del fundador de Carhué, Nicolás Levalle, y posteriormente la de su hija Aurelia y su esposo Pedro Gallo (de aquí su nombre) quienes la remodelan lujosamente. La vivienda, de dos plantas y amplios jardines (cuatro manzanas) asentada en el cruce de las calles Pellegrini y Gallo, fue vendida en 1915 y convertida en los años 20 en “Hotel El Palacio”. En 1953, el enorme edificio que tenía paredes de casi ¡un metro de espesor! y estaba abandonado, fue desgraciadamente demolido. De su gloria sólo restan escasas fotografías.
- Casa de los Intendentes: Se encuentra ubicada en la intersección de las Avenidas Colón y 25 de Mayo. Es un chalet del año 1926 en el que vivieron varios de los intendentes que tuvo el distrito (he aquí su apodo): Ramón Rasquin, Pedro Narbaitz, Julio Carlos Senepart, Marcos Rasquin, Guillermo Narbaitz y Olga Urrutia. Hoy, en la casa funciona un espacio cultural llamado "La Dama".
- Castillo †: Fue un pequeño castillo de estilo medieval con ventanas ojivales y torreones almenados que hizo construir Ernestina María Leontina Allaire (francesa), casada con Mestchevsky (noble polaco muerto en la Primera Guerra Mundial) entre 1924 y 1925 a pocos metros del Lago Epecuén. Se había afincado en Carhué al enterarse por su hermano (que era dueño del Plage Hotel) de las bondades terapéuticas de la laguna. Su imagen se convirtió con el tiempo en una clásica postal de la Villa Epecuén. Tenía un parque arbolado con un estanque y una reproducción de la gruta de Lourdes, que junto a la edificación era uno de los sitios más visitados de la zona. La inundación de 1985 lo destruyó por completo.
- Casa de la Última Fortinera: Esta construcción, ubicada en Sarmiento y 9 de Julio, es una de las primeras casas de la localidad. En ella vivió Domiciana Correa de Contreras, la última Fortinera (con este nombre de "fortinera" se conocía a las mujeres que acompañaron a los soldados al "desierto").
- La Iglesia Nuestra Señora de los Desamparados: El edificio, emplazado en una de las calles internas de la plaza Levalle, es de un estilo neogótico muy austero con una sola torre central (c 1912). Su interior se divide en una nave central (1905 a 1909) y dos laterales (1945 a 1946). En el altar principal se encuentra la imagen de la Virgen de fines del siglo XIX donada por la esposa de Levalle (c 1884) y en un costado la campana de la iglesia de Santa Teresita de Epecuén rescatada de la inundación (1989). La iglesia, ampliada y modificada en varias oportunidades, data de principios del siglo XX.
- Casona de la estancia "San Nicolás": Vivienda construida por Nicolás Avellaneda a fines del siglo XIX. Hoy en manos privadas y lugar de turismo rural.
- Hotel Epecuén: El hotel, ubicado en la calle Roque Sáenz Peña, es un complejo hotelero termal de tres estrellas inaugurado en 1999 con el nombre de "Gran Hotel Levalle". Posee tres pisos, 36 habitaciones, cafetería, restaurante, sala de estar, conserjería, dos salones para eventos y, en la terraza, spa y termas.
- Ruinas del Matadero Municipal: El edificio original fue obra del ingeniero y arquitecto Francisco Salamone y está emplazada en el acceso a las Ruinas de Villa Epecuén. Esta estructura de hormigón armado mantiene aún en pie su torre con remate curvo. Fue declarado por el decreto 1138/2014 de la presidencia de Cristina Fernández de Kirchner "Bien de Interés Histórico y Artístico Nacional"

### Monumentos
Los más destacados son:
- Monumento a Nicolás Levalle: Fue realizado por el artista local Rodolfo Pedro "Pichón" Gómez Fernández (véase también en Escultura) con un procedimiento inventado por él. Los materiales usados son fibra de vidrio y resinas de poliéster policromadas que lo hacen único. La representación muestra en lo alto a Levalle a caballo y en la base, personajes típicos de la época (maestra, herrero, soldado e indio) y dos bajorrelieves con escenas de fines del siglo XIX (el malón y el Fuerte General Belgrano). Bajo el monumento, de 5 metros de altura, están depositadas las cenizas del autor. Está ubicado en el centro de la plaza homónima y fue inaugurado en 1978.
- Monumento a San Martín: La estatua en bronce del Libertador, fue obra del escultor señor P. Vian, y fue fundida en los talleres Sarubbi y Barile de la Capital Federal. El pedestal, que tiene dos metros sesenta de altura (igual que la estatua), fue construido totalmente en granito puro, color rojo dragón y su diseño artístico correspondió a la arquitecta Noemí Fasolo. Se inauguró en 1957 en ocasión de cumplirse el centésimo séptimo aniversario de la muerte del prócer. Está situado en la intersección de las calles San Martín y Mitre.
- Estatua de Ana: Estatua de cemento que representa a un desnudo femenino sentado. Está emplazada, desde 1982, en la plaza Levalle y su autor es la artista plástica local Alicia Fino.
- Estatua El Ángel Vigía: Escultura hecha en Italia y ubicada en la cumbre de la bóveda de la Familia de Jacinto Vicente Robilotte en el "Viejo Cementerio". Pesa 800 kg y está esculpido en un solo bloque de mármol de Carrara. Al inundarse el cementerio la estatua quedó bajo las aguas del Lago Epecuén siendo rescatado en 1996 por los Bomberos Voluntarios locales y donada por la familia Robilotte para ser ubicada definitivamente en el predio de esta institución.
- Monumento a la Madre: El día 18 de octubre de 1964 quedó inaugurado, en un ángulo de la plaza Levalle, el Monumento a la Madre, obra del escultor Ángel Muñiz Alique de Bahía Blanca. Está conformado por una madre y tres niños y su estructura posee una armazón de hierro y un relleno de cemento blanco revestido por una imitación de piedra fundida.
- Cristo del Lago

### Literatura
Entre otros libros escritos por un carhuense se cuentan:
- "El cine que no fue", "El quinto jinete", "Relatos del andarín" y "En el principio fue la imagen": Cuatro libros del carhuense y director de cine René Mugica.
- "El tiempo entre los dientes": Libro autobiográfico escrito por la actriz Alba Mugica, hermana del anterior, en 1967 (Editorial Falbo). "En él, la autora, describe un período de vida recreado con fuerza de torrente, resonante, luminoso, desconcertante. La ausencia, lo intemporal, el olvido y la memoria, la calle hacia la noche, el sol revelador, el mar, el laberinto, María Nicolás, su gente, su locura, todo lo da Alba Mujica de manera sutil y creciente, con admirable destreza, imponiendo la magia del relato" (Nota de "Falbo Editor").

### Museos

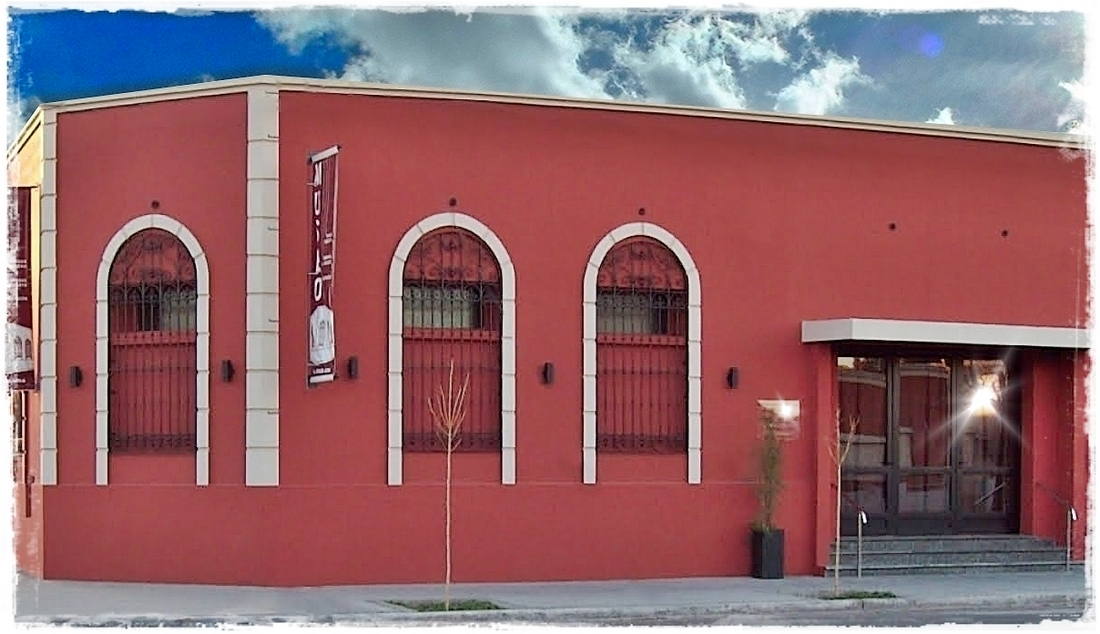
Museo regional Adolfo Alsina.

- Museo Regional "Adolfo Alsina": Fue fundado, como museo privado, en 1963 por una inquietud del Rotary Club y de un grupo de vecinos aficionados a la historia y al coleccionismo arqueológico -como Rubén Báez Eugui- quienes se abocan a recolectar material hasta lograr conformar un museo, dirigido actualmente por Gastón Partarrieu. Su edificio, en el que funcionaba originariamente la primera Comisaría de Carhué, está ubicado en Rivadavia 1195 y fue completamente refaccionado en 2010.
- Museo de la Última Fortinera: Está ubicado en Sarmiento y 9 de Julio. Era inicialmente la vivienda de Domiciana Correa (1851-1954), esposa del Sargento Antonio Contreras. En 1997 fue declarado "Lugar Histórico" y restaurado como museo con el fin de reseñar la vida de los primeros pobladores.
- Centro de Interpretación de las Ruinas de Villa Lago Epecuén: Museo donde, con materiales aportados por ex-epecuenses (testimonios, fotografías, etc.), se puede observar la historia de lo que fuera la villa turística y su trágica inundación. Se encuentra en lo que fuera la estación Lago Epecuén, cerca de las Ruinas de la Villa.
- Museo Histórico Rural: Museo a "cielo abierto" conformado principalmente por maquinarias y medios de transporte rurales del siglo pasado: tractores, arados, niveladoras de caminos, etc. inaugurado durante la intendencia del señor Alberto Gutt.[9]
- Museo del Club Atlético San Martín "Carlos Vercellino": Fue inaugurado el 7 de julio de 2012 y relata -a través de piezas diversas como copas, medallas, indumentaria, fotografías, documentos, etc.- los 102 años de vida de la institución.[10]

### Bibliotecas
- Biblioteca Popular "Adolfo Alsina": Fue fundada un 23 de agosto de 1912 por los integrantes del Club Social, quienes consideraban a la institución y al servicio como una prioridad. Se encuentra ubicada, desde 1971, en la esquina de San Martín y Pellegrini y, desde 2008, se comenzó a refaccionarla e inventariar sus libros. La biblioteca cuenta actualmente con 17.500 libros, varios de ellos de fines del siglo XIX y 150 socios.
- Biblioteca del Concejo Deliberante "Aurelia Ferreira de Levalle": biblioteca inaugurada el 21 de enero de 1989 (aniversario 112 de Carhué) y especializada en política e historia. En la actualidad cuenta con más de 1800 libros y es solventada por el aporte de los concejales. Se encuentra en el palacio municipal.
- Biblioteca del Museo Regional Adolfo Alsina: Pertenece al museo local (sede: Rivadavia 1195) a cargo del Licenciado Gastón Partarrieu, y tiene más de 400 documentos inventariados. Está especializada en textos sobre la historia de Carhué.
- Biblioteca José Hernández: Pertenece a la escuela secundaria N.º 2 Teniente General Nicolás Levalle y, por ende, está especializada en textos académicos del nivel secundario y en textos de didáctica y pedagogía. Se inicia con el colegio pero se estructura formalmente en 1983.

## Religión
La mayoría de los carhuenses profesa el catolicismo (este credo sin ser la religión oficial de la Argentina tiene un estatus jurídico diferenciado respecto al del resto de iglesias y confesiones). La ciudad cuenta con dos templos católicos: la iglesia de Nuestra Señora de los Desamparados (en el centro) y la capilla San Cayetano (en el barrio Arturo Illia).
La iglesia evangélica, con su sede en la calle San Martín, le sigue en importancia y en historia local a la anterior. 
Existen otros grupos religiosos, variantes del cristianismo, entre los que se pueden mencionar a los Testigos de Jehová, la Iglesia Ejército Evangélico (con su templo en la calle Jacinto Robilotte), etc.

## Política

### Partidos políticos
Los dos partidos políticos históricamente más importantes de la ciudad y del distrito son el partido justicialista (PJ) y la Unión Cívica Radical (UCR), tanto es así que con el advenimiento de la democracia el distrito tuvo:
- 10 años de intendencias radicales (1983 a 1993)
- 18 años de intendencias peronistas (1994 a 2011)

Estando en el presente y hasta el 2015 el poder ejecutivo distrital a cargo de la UCR.

(Ver: Anexo:Gobernantes de Carhué).

### Gobierno

#### - Gobierno Actual
Una de las bases del sistema republicano de gobierno es la división de poderes. El estado nacional y los estados provinciales argentinos se asientan en tres poderes: ejecutivo, legislativo y judicial. En cambio, los Estados Municipales contienen dos poderes: uno de carácter ejecutivo a cargo del intendente municipal y otro de carácter deliberativo a cargo de los concejales que integran el Concejo Deliberante. Tanto intendente como concejales duran cuatro años en su mandato y son elegidos por el pueblo.
- Poder Ejecutivo: El Poder Ejecutivo en Carhué (y en todo el partido del que es cabecera, puesto que el gobierno corresponde a todo el distrito), es ejercido por el intendente municipal, elegido por votación popular cada cuatro años, con posibilidad de reelección consecutiva ilimitada. El actual intendente es David Abel Hirtz Archivado el 4 de marzo de 2016 en Wayback Machine. perteneciente al Partido de la Unión Cívica Radical. Las diferentes áreas que asisten al intendente actual son: Secretaría de Gobierno, Secretaría de Hacienda, Secretaría de Producción, Secretaría de Desarrollo Social, Secretaría de Obras y Servicios Públicos, Secretaría de Turismo, Secretaría de Cultura y Educación], Secretaría Privada, y Secretaría de Salud..

David Abel Hirtz (período 2015-2019): Productor agropecuario, nacido en Carhué el 27 de agosto de 1949. Comenzó su militancia en el radicalismo en 1973. Fue Director de la radio AM de Carhué y periodista. Cumplió funciones como concejal, titular del CD, diputado provincial, presidente de la convención provincial de la UCR y subsecretario de Relaciones Institucionales de la Cámara de Diputados. En 2011 y en 2015 logró vencer, en ambas elecciones, al peronista Alberto Gutt, que había gobernado el distrito durante 15 años.
- Poder Legislativo:[13] formado por 12 concejales (número que depende de la cantidad de habitantes del distrito) elegidos a través del voto directo de los ciudadanos, los cuales tienen un mandato de cuatro años y pueden ser reelectos. Su sede se encuentra en el palacio municipal.

- Poder Judicial: En los municipios bonaerenses existe la justicia de faltas que entiende las infracciones al código de faltas que establece sanciones para quienes infringen las ordenanzas municipales. Empero no es éste un poder independiente ya que el Juez de Faltas es elegido por el intendente.

## Educación

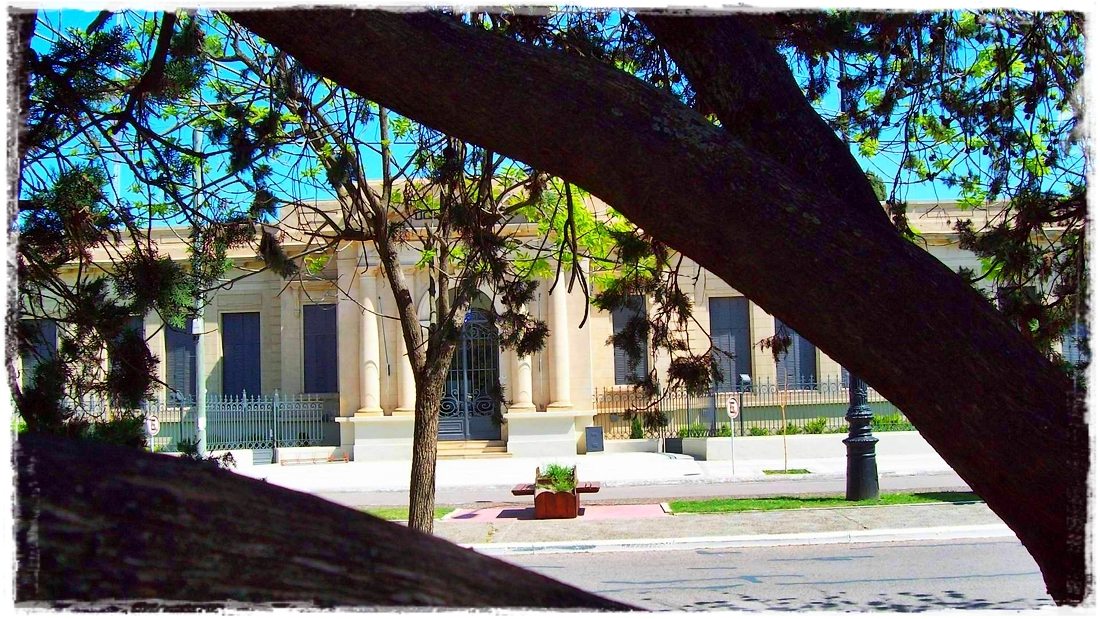
Escuela N.º 1 de Carhué.

La ciudad cuenta con numerosas instituciones educativas estatales, semiprivadas y privadas en sus distintos niveles:

- Jardines de infantes
- Jardín de infantes N.º 901 Olga Vignau - Estatal y urbano - Creado en 1951 - Ubicado en Sarmiento 997.
- Jardín de infantes N.º 905 "Villa Epecuén" - Estatal y urbano - Ubicado en el barrio Arturo Illia.
- Jardín de infantes N.º 909 Cumelén - Estatal y urbano - Creado en 1998 - Ubicado en Moreno 1120.
- Jardín de infantes "Nuestra Señora de los Desamparados" - Religioso, semiprivado y urbano - Creado en 1986 - Ubicado en 27 de marzo s/n, barrio Villa Azul.
- Jardín de infantes "Virgen Niña" - Religioso, semiprivado y urbano - Creado en 1967

- Escuelas Primarias
- Escuela de educación primaria N.º 1 General José de San Martín - Estatal y urbana - Creada en 1884 - Ubicada en Pellegrini 1076 - TE: 03329 43-2639
- Escuela de educación primaria N.º 3 Juan Bautista Alberdi - Estatal y urbana - Creada en 1888 - Ubicada en Alsina 778.
- Escuela de educación primaria N.º 17 Hipólito Yrigoyen - Estatal y urbana - Creada en 1925 en Epecuén y reinaugurada en 1989 en Carhué tras la inundación de Epecuén - Ubicada en el barrio Arturo Illia.
- Escuela de educación primaria N.º 40 Doctor Ramón Rasquin - Estatal y urbana - Creada en 1911 - Ubicada en Belgrano 918.
- Escuela de educación primaria N.º 45 - Estatal y urbana - Creada en 2009 - Ubicada en Belgrano 2050.
- Escuela de educación primaria para Adultos N.º 701 Olga Cossetini - Estatal y urbana - Creada en 1962 - Ubicada en Colón 664.
- Escuela de educación primaria "Nuestra Señora de los Desamparados" - Religiosa, semiprivada y urbana - Creada en 1969 - Ubicado en 27 de marzo s/n, barrio Villa Azul.
- Escuela de educación primaria "Saturnino Unzué de San José" - Religiosa, semiprivada y urbana - Proveniente del Asilo Saturnino Unzué de San José creado en 1906 - Ubicada en Alsina 820.

- Escuelas Secundarias
- Escuela de educación secundaria N.º 5 - Estatal y urbana - Creada en 2010 - Orientación Cs. Sociales - Ubicada en Belgrano 2050.
- Escuela de educación secundaria N.º 2 "Teniente General Nicolás Levalle"] - Estatal y urbana - Creada en 1946 - Ubicada en San Martín y Echeverría.- Sitio web:
- Escuela de educación secundaria "Saturnino Unzué de San José" - Religiosa, semiprivada y urbana -  Orientación Cs. Sociales - Creado en 1961 - Ubicada en Alsina 820.
- Escuela de educación secundaria para Adultos N.º 1 "Nicolás Avellaneda" - Estatal y urbana - Creada en 1986 - Ubicada en Pellegrini 1076.
- Escuela técnica N.º 1 - Estatal y urbana - Creada en 2015 - Ubicada en Colón 664

- Escuelas terciarias
- Instituto superior de formación docente Saturnino Unzué de San José"- Derivado de la Escuela Normal creada en 1961 - Religioso, privado y urbano - Ubicado en Alsina 820.

- Escuelas Especiales
- Escuela de Educación Especial N.º 501 Fuerte General Belgrano - Estatal y urbana - Creada en 1969 - Ubicada en Pringles 942.

- Centros de educación física
- Centro de educación física N.º 28 Cacique Calfucurá - Estatal y urbano - Ubicado en Moreno y Roca.

## Deporte
Carhué cuenta con cuatro clubes históricos en los que se practican diversos deportes entre ellos fútbol (fundamentalmente), ténis, natación, básquet, golf, etc.:
- Racing Club Carhué: Fundado en 1923, La Estrellita es la institución más popular de la ciudad. Ofrece a sus simpatizantes varias actividades entre ellas fútbol, tenis, bochas, pádel, natación, entre otras. Cuenta además con una cancha de fútbol, un gimnasio deportivo con una tribuna para más de 1000 personas, una pileta de natación  con medidas olímpicas, predio deportivo para entrenamiento, canchas de tenis, pádel y bochas.
- Club Atlético San Martín: Fundada en 1910, es la institución más antigua del deporte carhuense. Ofrece a la comunidad, tras un siglo de fecunda vida, diversas actividades deportivas y sociales en su remosada sede, cuneta con futbol mayor, futbol menor, tenis,un montón de actividades más en su complejo polideportivo.
- Club Deportivo Sarmiento: Inicia su quehacer futbolero en 1947, al que luego se le añaden otras actividades deportivas: básquet, bochas, tenis, etc.
- Atletico de Carhue:  Fundada en los últimos años y primariamente destinada al hockey y actividades recreativas en su sede.
- Club Social: La institución se inicia en 1908 como lugar de reunión de un grupo de carhuenses. Una de sus actividades primeras y de envergadura fue la creación de la biblioteca popular Adolfo Alsina (véase también en Bibliotecas) y la construcción de una cancha de pelota paleta, institución y actividad que aún hoy continúan con éxito tras una centuria de historia.
- Golf Club Carhué: El club fue fundado en 2001 y participa en los torneos de la Federación Regional de Golf del Sur. Su cancha se encuentra ubicada sobre la calle Rivadavia y el acceso a la Ruta 33.
- Cef N°28

## Transportes

### Ferrocarril
Carhué era la estación terminal del Ferrocarril del Sud (luego Ferrocarril General Roca), que arribó a la ciudad el 17 de abril de 1899, del Ferrocarril del Oeste (más tarde Ferrocarril Sarmiento) que llegó el 18 de julio de 1903 y del Ferrocarril Midland (luego ramal del Ferrocarril General Belgrano) que se radicó el 1 de julio de 1911.
Esto la hacía, junto con Mercedes, una de las pocas ciudades del país a la cual le convergían tres líneas ferroviarias.

El Ferrocarril Midland dejó de llegar en 1977.

Más adelante, con la disolución de Ferrocarriles Argentinos y la cancelación de servicios ferroviarios establecida a principios de los años 1990 por el entonces presidente, Carlos Saúl Menem, estos servicios dejaron de operar y hoy sólo se ven esporádicamente en la estación locomotoras del Ferroexpreso Pampeano (FEPSA).

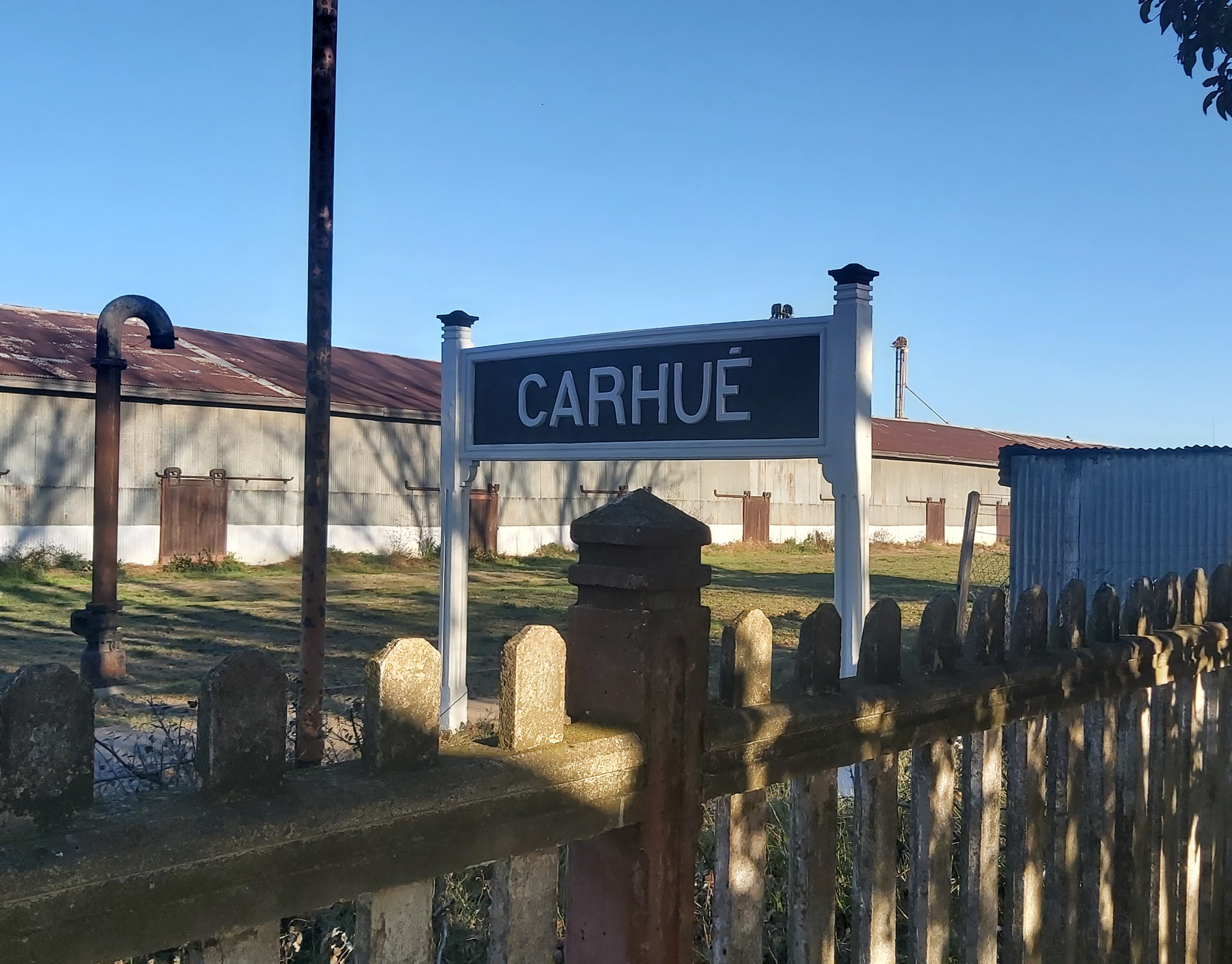
Cartel nomenclador de Carhué.

(Véase también Estación Carhué)

### Ómnibus
- Desde Buenos Aires
- Pullman General Belgrano
- Empresa Nueva Chevallier

- Desde La Plata
- El Rápido Argentino

- Desde Bahía Blanca
- Plaza

- Desde Mar del Plata
- El Rápido S.A.

### Rutas
Carhué está unida al país por la Ruta Nacional N.º 33 (Rosario - Bahía Blanca) y la ruta provincial N.º 60 (Buenos Aires - La Pampa) conocida como Camino del Hilo porque sigue el recorrido que en su momento tuvo el telégrafo.

## Medios de comunicación

### Televisión
- Cable: Provisto por Red Difusora S.A.
- Satelital: Suministrado por DirecTV.

### Radios
Carhué cuenta con las siguientes radioemisoras:
- "Music One" FM 105.3 MHz
- "Radio Mandioca" FM 94.9 MHz
- "La Radio de Carhué" FM 98.3 MHz(ex LU25 Radio Carhué)
- "Universo" FM 100.3 MHz

### Periódicos
La ciudad posee un diario digital, un semanario en formato papel y su versión digital:
- DSRMedios
- Cambio 2000: Semanario fundado el 27 de junio de 1995 por Miguel Aníbal Franceschelli y Horacio Gerbaldo. Su director es Miguel Aníbal Franceschelli. La redacción de Cambio 2000 se encuentra en Sarmiento 825, de Carhué. Su sitio web es www.cambio2000.com.ar

### Revistas
- Museos del Desierto: Es una publicación histórica de los Museos "Doctor Adolfo Alsina" de Carhué y del Museo Histórico Guaminí que comenzó a publicarse en noviembre de 2006 y cuyo objetivo es rescatar el pasado y la historia de los partidos de Adolfo Alsina y Guaminí.

### Internet
Este medio es provisto por:
- Empresas locales: Invertel de CLERySA y Carhuéwifi.
- Empresas internacionales: Personal de Telecom, Movistar de Telefónica, etc. (Internet móvil)

## Parroquias de la Iglesia católica en Carhué
| Arquidiócesis | Bahía Blanca                       |
| ------------- | ---------------------------------- |
| Parroquia     | Nuestra Señora de los Desamparados |